# Orden der Spanischen Republik

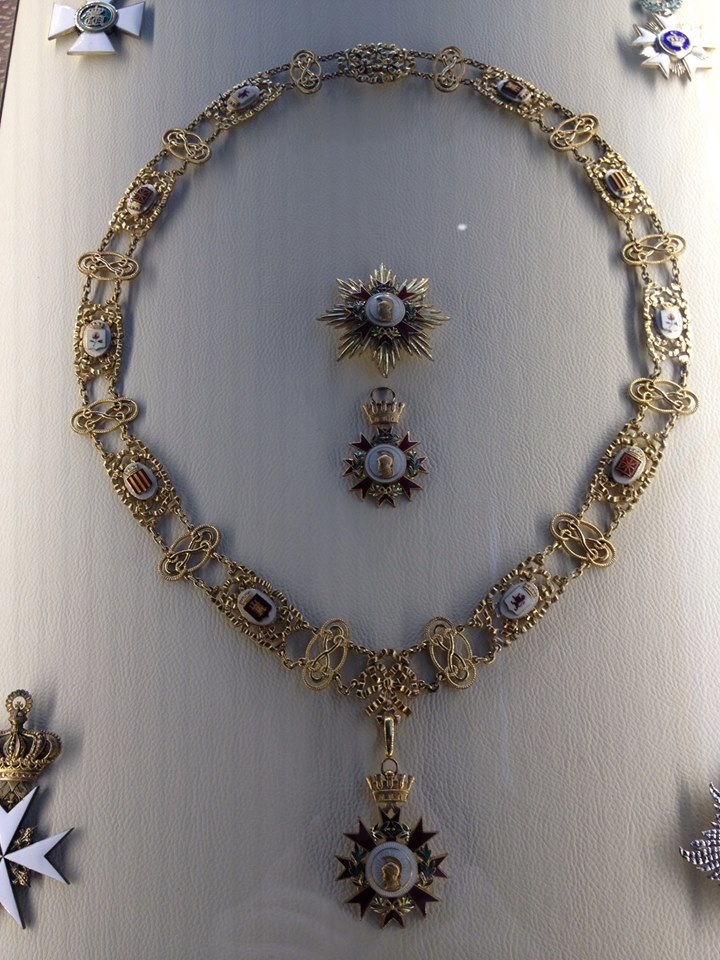
Collar, verliehen dem französischen Präsidenten

Der Verdienstorden der Spanischen Republik (spanisch Orden de la República Española) war ein Verdienstorden der Zweiten Spanischen Republik für bürgerliche Verdienste und Leistungen.
Der Orden wurde im Jahre 1932 gestiftet, um die vielen Verdienstorden der ehemaligen Spanischen Monarchie zu ersetzen.
Der Orden der Spanischen Republik bestand aus zunächst aus acht, später neun Graden:
- Collar (Collane): für Staatsoberhäupter und Personen von höchster Bedeutung, die schon mindestens fünf Jahre im Besitz eines Gran Cruz oder einer Banda sind.[2]
- Gran Cruz oder Banda (Großkreuz): unter anderem für Staatsoberhäupter, Vizepräsidenten, Thronfolger, Premierminister, Parlamentspräsidenten, Minister, Botschafter, Divisionsgeneräle und Vizeadmirale[2]
- Encomienda con Placa (Großoffizier): unter anderem für Staatssekretäre, Generaldirektoren, Brigadegeneräle, Konteradmirale, Gouverneure, Bürgermeister grosser Städte, Universitätsdirektoren, Prälaten, Staatsbedienstete mit einem Einkommen über 15.000 Peseten[2]
- Encomienda (Komtur): jeweils niedrigere Ränge (z. B. Fregattenkapitäne, Fakultätsdekane, Mitglieder der Wissenschaftsakademien, Staatsbedienstete mit Gehältern über 10.000 Peseten)
- Oficial (Offizier): z. B. für Korvettenkapitäne, Staatsbedienstete mit Gehältern über 7.000 Peseten
- Caballero (Ritter): z. B. Offiziere in Heer und Marine, Staatsbedienstete mit Gehältern über 3.000 Peseten
- Cruz de Plata (Verdienstkreuz):
- Medalla de Plata (Silberne Verdienstmedaille)
- Medalla de Bronce (Bronzene Verdienstmedaille)
- Banda para señora: für Frauen, die Voraussetzungen vergleichbar denen für Gran Cruz oder Banda erfüllen
- Lazo para señora: für alle anderen auszuzeichnenden Frauen

Per Dekret vom 30. Oktober 1934 wurde der Orden um eine an Gruppen zu verleihende Auszeichnung, die Corbata de la Orden de la República, ergänzt, die an den Fahnen oder Standarten der ausgezeichneten Organisation angebracht werden konnte.
Laut Dekret vom 4. Dezember 1934 wurden die Voraussetzung für die Verleihung der verschiedenen Grade festgelegt und auch geregelt, dass bei wiederholter Ordensvergabe ein Aufstieg in eine höhere Klasse möglich war.

## Galerie

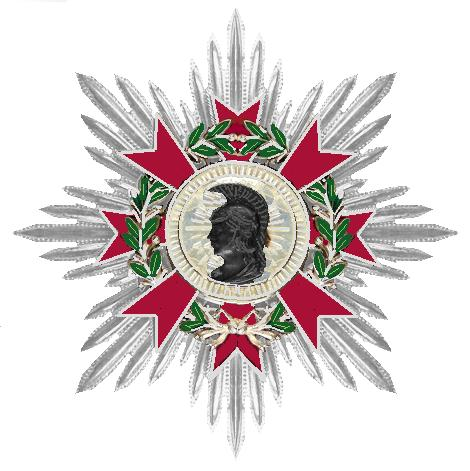
Insignia de Oficial (Stern der Groszoffiziere)
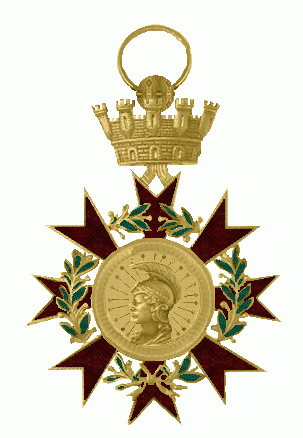
Insignia de Caballero (Ritterkreuz)
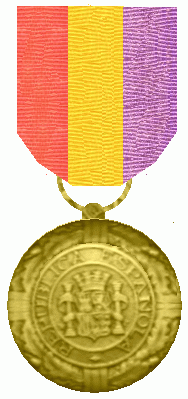
Orden der Spanischen Republik im Exil mit den Farben der Flagge der Zweiten Spanischen Republik